# Persone di nome Edmond
| Questa pagina contiene informazioni ricavate automaticamente dalle voci biografiche con l'ausilio del template Bio e di un bot. L'aggiornamento è periodico e automatico e ricostruisce completamente la pagina. Se manca una persona in questa lista, sei pregato di non aggiungerla, ma accertati piuttosto che la sua voce biografica contenga il template Bio e che i dati anagrafici siano correttamente compilati. Se il template Bio manca, inseriscilo tu stesso o, in alternativa, metti l'avviso {{tmp\|Bio}} che ne segnala la mancanza. Se i dati riportati sono sbagliati, correggi direttamente la voce biografica; le modifiche saranno visibili in questa lista entro pochi giorni. Per chiarimenti vedi il progetto antroponimi. La lista contiene solo le 101 persone che sono citate nell'enciclopedia e per le quali è stato implementato correttamente il template Bio. Pagina aggiornata al 6 ago 2025. |

Questa è una lista di persone presenti nell'enciclopedia che hanno il nome Edmond, suddivise per attività principale.

## Allenatori di calcio(1)
- Edmond Boulle, allenatore di calcio e calciatore francese (Vallon-Pont-d'Arc, n. 1934 - Saint-Remèze, † 2010)

## Ammiragli(2)
- Edmond Derrien, ammiraglio francese (Châteauneuf-du-Faou, n. 1882 - Costantina, † 1946)
- Edmond Slade, ammiraglio inglese (n. 1859 - † 1928)

## Archeologi(1)
- Edmond Saglio, archeologo francese (Parigi, n. 1828 - Parigi, † 1911)

## Arcivescovi cattolici(1)
- Edmond Y. Farhat, arcivescovo cattolico libanese (Ain Kfaa, n. 1933 - Roma, † 2016)

## Astronomi(1)
- Edmond Halley, astronomo, matematico e fisico inglese (Londra, n. 1656 - Greenwich, † 1742)

## Attivisti(1)
- Edmond Mégy, attivista francese (Essonnes, n. 1841 - Colón, † 1884)

## Attori(3)
- Edmond Ardisson, attore francese (Marsiglia, n. 1904 - Jouarre, † 1983)
- Edmond van Daële, attore francese (Parigi, n. 1884 - Grez-Neuville, † 1960)
- Edmond O'Brien, attore statunitense (New York, n. 1915 - Inglewood, † 1985)

## Banchieri(2)
- Edmond Safra, banchiere e filantropo brasiliano (Beirut, n. 1932 - Monte Carlo, † 1999)
- Edmond James de Rothschild, banchiere francese (Boulogne-Billancourt, n. 1845 - Boulogne-Billancourt, † 1934)

## Botanici(1)
- Edmond Albius, botanico francese (Sainte-Suzanne, n. 1829 - Sainte-Suzanne, † 1880)

## Calciatori(20)
- Edmond Abazi, ex calciatore albanese (Tirana, n. 1968)
- Edmond Agius, calciatore maltese (n. 1987)
- Edmond Apéti Kossivi, calciatore togolese (Tsévié, n. 1946 - Lomé, † 1972)
- Edmond Bailly, calciatore svizzero
- Edmond Baraffe, calciatore e allenatore di calcio francese (Annœullin, n. 1942 - Bagnères-de-Bigorre, † 2020)
- Edmond Dalipi, ex calciatore albanese (Tirana, n. 1972)
- Edmond Delfour, calciatore e allenatore di calcio francese (Ris-Orangis, n. 1907 - Bastia, † 1990)
- Edmond Dosti, ex calciatore albanese (Tirana, n. 1969)
- Edmond Enoka, ex calciatore camerunese (Douala, n. 1955)
- Edmond Haan, calciatore francese (Schorndorf, n. 1924 - Strasburgo, † 2018)
- Edmond Kapllani, ex calciatore albanese (Durazzo, n. 1982)
- Edmond Kramer, calciatore svizzero (Ginevra, n. 1906 - † 1945)
- Edmond Leveugle, calciatore francese (Tourcoing, n. 1904 - Tournai, † 1986)
- Edmond Loichot, calciatore svizzero (Bienne, n. 1905 - Ginevra, † 1989)
- Edmond Mouele, calciatore gabonese (Libreville, n. 1982)
- Edmond N'Tiamoah, ex calciatore ghanese (Agona Swedru, n. 1981)
- Edmond Novicki, calciatore francese (Krapkowice, n. 1912 - Lens, † 1967)
- Edmond Tapsoba, calciatore burkinabé (Ouagadougou, n. 1999)
- Edmond Weiskopf, calciatore francese (Budapest, n. 1911 - † 1996)
- Edmond De Weck, calciatore svizzero (Fribourg, n. 1901 - Fribourg, † 1977)

## Cestisti(4)
- Edmond Leclère, cestista francese (Foulzy, n. 1912 - Charleville-Mézières, † 1986)
- Steve Moundou-Missi, cestista camerunese (Yaoundé, n. 1992)
- Edmond Sumner, cestista statunitense (Detroit, n. 1995)
- Edmond Willekens, cestista belga (n. 1916)

## Ciclisti su strada(1)
- Edmond Delathouwer, ciclista su strada belga (Boom, n. 1916 - Merksem, † 1994)

## Compositori(1)
- Edmond Audran, compositore francese (Lione, n. 1842 - Tierceville, † 1901)

## Criminologi(1)
- Edmond Locard, criminologo francese (Saint-Chamond, n. 1877 - Lione, † 1966)

## Critici letterari(1)
- Edmond Schérer, critico letterario, teologo e politico francese (Parigi, n. 1815 - Versailles, † 1899)

## Dirigenti sportivi(1)
- Edmond Azemi, dirigente sportivo e ex cestista kosovaro (Doboj, n. 1980)

## Disc jockey(1)
- Overwerk, disc jockey e produttore discografico canadese (London, n. 1989)

## Disegnatori(1)
- Edmond Baudoin, disegnatore e illustratore francese (Nizza, n. 1942)

## Drammaturghi(2)
- Edmond de Favières, drammaturgo, librettista e politico francese (n. 1755 - † 1837)
- Edmond Guiraud, drammaturgo, attore e librettista francese (Marsiglia, n. 1879 - Roquedur, † 1961)

## Economisti(1)
- Edmond Malinvaud, economista francese (Limoges, n. 1923 - Parigi, † 2015)

## Filologi(1)
- Edmond Faral, filologo francese (Médéa, n. 1882 - Parigi, † 1958)

## Filosofi(2)
- Edmond Goblot, filosofo e sociologo francese (Mamers, n. 1858 - Labaroche, † 1935)
- Edmond Pourchot, filosofo francese (Poilly, n. 1651 - Parigi, † 1734)

## Fisici(1)
- Edmond Bouty, fisico francese (Nantes, n. 1846 - Parigi, † 1922)

## Generali(1)
- Edmond Le Bœuf, generale francese (Parigi, n. 1809 - Argentan, † 1888)

## Geologi(1)
- Edmond Hébert, geologo francese (Villefargeau, n. 1812 - Parigi, † 1890)

## Giocatori di football americano(2)
- Edmond Gates, giocatore di football americano statunitense (Vernon, n. 1986)
- Edmond Robinson, giocatore di football americano statunitense (Wadmalaw Island, n. 1992)

## Giuristi(1)
- Edmond Jean François Barbier, giurista e scrittore francese (Parigi, n. 1689 - Parigi, † 1771)

## Imprenditori(1)
- Edmond Acar, imprenditore libanese (Beirut, n. 1926 - Beirut, † 2014)

## Ingegneri(1)
- Edmond Coignet, ingegnere e imprenditore francese (Ville-d'Avray, n. 1856 - Parigi, † 1915)

## Lottatori(3)
- Edmond Barrett, lottatore, tiratore di fune e pesista britannico (Rahela, n. 1877 - Londra, † 1932)
- Edmond Dame, lottatore francese (Rouvroy, n. 1893 - Parigi, † 1956)
- Edmond Nazarjan, lottatore bulgaro (Sofia, n. 2002)

## Matematici(1)
- Edmond Nicolas Laguerre, matematico francese (Bar-le-Duc, n. 1834 - Bar-le-Duc, † 1886)

## Medici(3)
- Edmond Dapples, medico e agronomo svizzero (Genova, n. 1834 - Grezzano, † 1914)
- Edmond Goupil, medico francese (Mayenne, n. 1838)
- Edmond Modeste Lescarbault, medico e astronomo francese (Châteaudun, n. 1814 - Orgères-en-Beauce, † 1894)

## Militari(1)
- Edmond Thieffry, militare e aviatore belga (Etterbeek, n. 1892 - Lago Tanganica, † 1929)

## Monaci cristiani(1)
- Edmond Martène, monaco cristiano, storico e bibliotecario francese (Saint-Jean-de-Losne, n. 1654 - Saint-Germain-des-Prés, † 1739)

## Nobili(1)
- Edmond de Talleyrand-Périgord, nobile e generale francese (Parigi, n. 1787 - Firenze, † 1872)

## Nuotatori(1)
- Edmond Bernhardt, nuotatore, pentatleta e tiratore a segno austriaco (Vienna, n. 1885 - Londra, † 1976)

## Ostacolisti(1)
- Edmond Roudnitska, ostacolista francese (Argenteuil, n. 1931 - Parigi, † 2023)

## Pallanuotisti(1)
- Edmond Michiels, pallanuotista belga (Saint-Gilles, n. 1913 - Laroque-des-Albères, † 1991)

## Pedagogisti(1)
- Edmond Demolins, pedagogista e filosofo francese (Marsiglia, n. 1852 - Les Roches, † 1907)

## Pittori(3)
- Edmond Louis Dupain, pittore francese (Bordeaux, n. 1847 - Parigi, † 1933)
- Edmond Marie Petitjean, pittore francese (Neufchâteau, n. 1844 - Parigi, † 1925)
- Edmond Tapissier, pittore, litografo e illustratore francese (Lione, n. 1861 - Treignac, † 1943)

## Poeti(2)
- Edmond Jabès, poeta francese (Il Cairo, n. 1912 - Parigi, † 1991)
- Edmond Rostand, poeta e drammaturgo francese (Marsiglia, n. 1868 - Parigi, † 1918)

## Politici(4)
- Edmond Louis Alexis Dubois-Crancé, politico francese (Charleville-Mézières, n. 1747 - Rethel, † 1814)
- Edmond Leburton, politico belga (Waremme, n. 1915 - Waremme, † 1997)
- Edmond Simeoni, politico francese (Corte, n. 1934 - Ajaccio, † 2018)
- Edmond de la Poer, I conte de la Poer, politico britannico (n. 1841 - † 1915)

## Profumieri(1)
- Edmond Roudnitska, profumiere francese (Nizza, n. 1905 - Grasse, † 1996)

## Registi(2)
- Edmond Bernhard, regista e sceneggiatore belga (Uccle, n. 1919 - Halle, † 2001)
- Edmond T. Gréville, regista francese (Nizza, n. 1906 - Nizza, † 1966)

## Religiosi(1)
- Baba Mondi, religioso albanese (Valona, n. 1959)

## Saggisti(1)
- Edmond Paris, saggista e filosofo francese (Parigi, n. 1894 - † 1970)

## Schermidori(2)
- Edmond Crahay, schermidore belga (Anversa, n. 1883 - Kapellen, † 1957)
- Edmond Wallace, schermidore francese (Saint-Maur-des-Fossés, n. 1876 - Vauquois, † 1915)

## Scrittori(9)
- Edmond About, scrittore, giornalista e critico d'arte francese (Dieuze, n. 1828 - Parigi, † 1885)
- Edmond Amran El Maleh, scrittore e attivista marocchino (Safi, n. 1917 - Rabat, † 2010)
- Edmond de Goncourt, scrittore e critico letterario francese (Nancy, n. 1822 - Champrosay, † 1896)
- Edmond Gondinet, scrittore e drammaturgo francese (Laurière, n. 1828 - Neuilly-sur-Seine, † 1888)
- Edmond Haraucourt, scrittore francese (Bourmont, n. 1856 - Parigi, † 1941)
- Edmond Hoyle, scrittore inglese (n. 1672 - Londra, † 1769)
- Edmond Malone, scrittore e saggista irlandese (Dublino, n. 1741 - Londra, † 1812)
- Edmond Picard, scrittore e giurista belga (Bruxelles, n. 1836 - Namur, † 1924)
- Edmond Privat, scrittore, giornalista e esperantista svizzero (Ginevra, n. 1889 - Rolle, † 1962)

## Scrittori di fantascienza(1)
- Edmond Hamilton, scrittore di fantascienza statunitense (Youngstown, n. 1904 - Lancaster, † 1977)

## Sollevatori(1)
- Edmond Decottignies, sollevatore francese (n. 1893 - † 1963)

## Veterinari(1)
- Edmond Nocard, veterinario e microbiologo francese (Provins, n. 1850 - Saint-Maurice, † 1903)

## Zoologi(1)
- Edmond Perrier, zoologo francese (Tulle, n. 1844 - Parigi, † 1921)